# باول هوارد
باول هوارد (بالإنجليزية: Paul Howard)‏ هو لاعب كرة قدم أمريكية أمريكي، ولد في 12 سبتمبر 1950 في سان خوسيه في الولايات المتحدة.

## وصلات خارجية
- باول هوارد على موقع مرجع كرة القدم المحترفة.كوم (الإنجليزية)